# 錫爾維尤 (特拉華州)
錫爾維尤（英語：Silview）是位於美國特拉華州紐卡斯爾縣的一個非建制地區。該地的面積和人口皆未知。

## 地理
錫爾維尤的座標為39°42′46″N 75°37′19″W / 39.71278°N 75.62194°W，而該地的平均海拔高度為9米（即30英尺）。